# Pullermatz
Pullermatz ist das Debütalbum des deutschen Rappers BattleBoi Basti. Es erschien am 21. Juni 2013 über BMG Rights Management und wird von Groove Attack vertrieben.

## Inhalt
Die Lieder des Albums sind überwiegend mit einer hohen, verstellten Stimme gerappt, wie sie die Kunstfigur BattleBoi Basti auszeichnet. Diese stellt ein zwölfjähriges Schulkind dar, das sich am Rappen versucht. Einige Songs rappt der Künstler auch mit normaler Stimme (z. B. Subway of Life, Alle Krüppel) und wechselt dabei zu seinem Alter Ego Fiksch. Der Track Da dopest Odd orientiert sich an der Musikrichtung Reggae und wird wiederum mit einem anderen Stimmeinsatz vorgetragen.

## Covergestaltung
| Professionelle Bewertungen | Professionelle Bewertungen |
| -------------------------- | -------------------------- |
| Kritiken                   |                            |
| Quelle                     | Bewertung                  |
| laut.de                    | [ 1 ]                      |
| rap.de                     | [ 2 ]                      |
| rappers.in                 | [ 3 ]                      |

Das Albumcover zeigt BattleBoi Basti als Schüler, der an einem Tisch sitzt und sich meldet. Neben ihm steht eine junge Lehrerin. Im Hintergrund befindet sich eine Tafel, auf die mit Kreide der Titel Pullermatz geschrieben ist. Der Hintergrund ist in weiß gehalten und im oberen Teil des Bildes steht in schwarz-rot der Schriftzug BattleBoi Basti.

## Gastbeiträge
Lediglich auf zwei Liedern des Albums befinden sich Gastauftritte anderer Künstler. So wird der Refrain des Songs Verschlafen von der Künstlerin Vist gesungen, während der Rapper Nomis auf dem Track Ich kann’s noch in Erscheinung tritt. Außerdem wirkt der Rapper Alligatoah beim Intro des Bonustitels Deeper Shit mit.

## Titelliste
| #  | Titel                            | Gastmusiker | Länge |
| -- | -------------------------------- | ----------- | ----- |
| 1  | Hip Hopper                       |             | 2:59  |
| 2  | Cash auf Täsh                    |             | 3:04  |
| 3  | Subway of Life                   |             | 3:57  |
| 4  | Pullermatz                       |             | 3:47  |
| 5  | Mein Hype                        |             | 3:32  |
| 6  | Verschlafen                      | Vist        | 3:13  |
| 7  | Basti entdeckt die Welt 1 (Skit) |             | 0:12  |
| 8  | Lehrkörper                       |             | 2:56  |
| 9  | Dislike                          |             | 2:40  |
| 10 | Ich kann’s noch                  | Nomis       | 3:42  |
| 11 | Basti entdeckt die Welt 2 (Skit) |             | 1:32  |
| 12 | Alle Krüppel                     |             | 3:45  |
| 13 | Da dopest Odd                    |             | 3:21  |
| 14 | Tugend der Jugend                |             | 3:04  |

Die Premium-Edition enthält zudem die Instrumentals zu allen Liedern.
Bonussongs der Amazon-Edition:
| #  | Titel                            | Gastmusiker | Länge |
| -- | -------------------------------- | ----------- | ----- |
| 15 | Fresse aufn Bordstein            |             | 3:39  |
| 16 | Basti entdeckt die Welt 3 (Skit) |             | 0:24  |

Bonussongs der iTunes-Edition:
| #  | Titel            | Gastmusiker | Länge |
| -- | ---------------- | ----------- | ----- |
| 15 | Lange Reime      |             | 3:39  |
| 16 | Wack MC Vertrieb |             | 2:44  |
| 17 | Deeper Shit      | Alligatoah  | 2:10  |

## Chartplatzierungen und Videos
Das Album stieg auf Platz 20 in die deutschen Charts ein, fiel in der folgenden Woche aber bereits aus den Top 100.
Vor Veröffentlichung des Tonträgers erschienen auf YouTube Videos zu den Liedern Hip Hopper, Lehrkörper und Pullermatz. Außerdem entstand zum Stück Dislike im Rahmen der Halt-die-Fresse-Reihe von Aggro.TV ein Video. Ein weiteres Musikvideo zum Bonussong Fresse aufn Bordstein wurde bereits Ende 2012 veröffentlicht. Am 7. September 2013 erschien außerdem ein Video zum Track Alles Krüppel.